# Його джазова наречена
«Його джазова наречена» (англ. His Jazz Bride) — американська драма режисера Германа С. Раймекера 1926 року.

## У ролях
- Марі Прево — Глорія Грегорі
- Метт Мур — Дік Грегорі
- Гейн Вітман
- Джон Патрік
- Мейбл Жюльєнна Скотт
- Стенлі Вейбарн
- Дон Альварадо
- Гелен Данбар
- Джордж Ірвінг
- Джордж Седдон